# Кучумов Анатолій Михайлович
Кучумов Анатолій Михайлович (рос. Кучумов Анатолий Михайлович 1912 - 1993) —  російський музейник, знавець історії інтер'єру 19 ст. Фахової освіти не мав. Засл. працівник культури РРФСР (1975).

## Життєпис
Два роки ( 1930-1932 )навчався в Фабрично-заводському училищі (ФЗУ) Охтинського хімічного заводу. Фахової освіти музейного працівника не мав. Але відвідував курси при музеї Ермітаж. Спеціалізувався на історії інтер'єру 19 ст. З 1932 року робив інвентаризацію музейного майна Павловського палацу-музею. Мав посаду радянського завідувача Олександрівського палацу в Царському Селі, майно якого продавали за кордон... 
Увійшов у радянську комісію по висадженню в повітря і руйнації Катерининського собору в Царському Селі. 
1941 року був персонально відповідальним за евакуацію музейних речей з палаців в Павловську та в Царському Селі. Музейні речі палацово-паркового ансамблю Павловська евакуював в місто Горький (нині Нижній Новгород), а згодом в місто Новосибірськ.
Саме він вирішив не вивозити в глиб країни всесвітньо відому Бурштинову кімнату. Вона була заклеєна і прикрита мішками з піском. Після захоплення Царського Села фашистськими загарбниками Бурштинова кімната була знайдена та демонтована за тридцять шість (36) годин, упакована і вивезена в Кенігсберг.
Із евакуації повернувся в місто Ленінград 1944 року. Відвідав Кенігсберг, де прознав про спалення і руйнації німецького замку і міста Кенігсберг радянськими військовими. За припущеннями, Бурштинову кімнату не встигли евакуювати з міста і вона загинула в полум'ї. Саме Кучумов привіз із Кенігсберга версію про спалення замку німецькими фашистами, що перекладало провину на бік фашистів. Версія була вигідною як для керівництва СРСР, так і для Кучумова А.М. Адже той знав, як в комуністичній Росії карали музейних працівників ще в довоєнний період. 
Брав участь в створенні Центрального сховища музейного фонду. Отримав посаду його першого директора і став радянським функціонером. Входив до складу радянської комісії по віднайденню і поверненню в СРСР музейних речей, викрадених німецько-фашистськими загарбниками в роки війни 1941-1945 рр. З 1956  року - гол. зберігач Павловського палацу-музею, один із авторів проекту відновлення його поруйнованих історичних інтер'єрів.
1975 року отримав звання Заслужений працівник культури РРСФР. Помер в місті Павловськ.

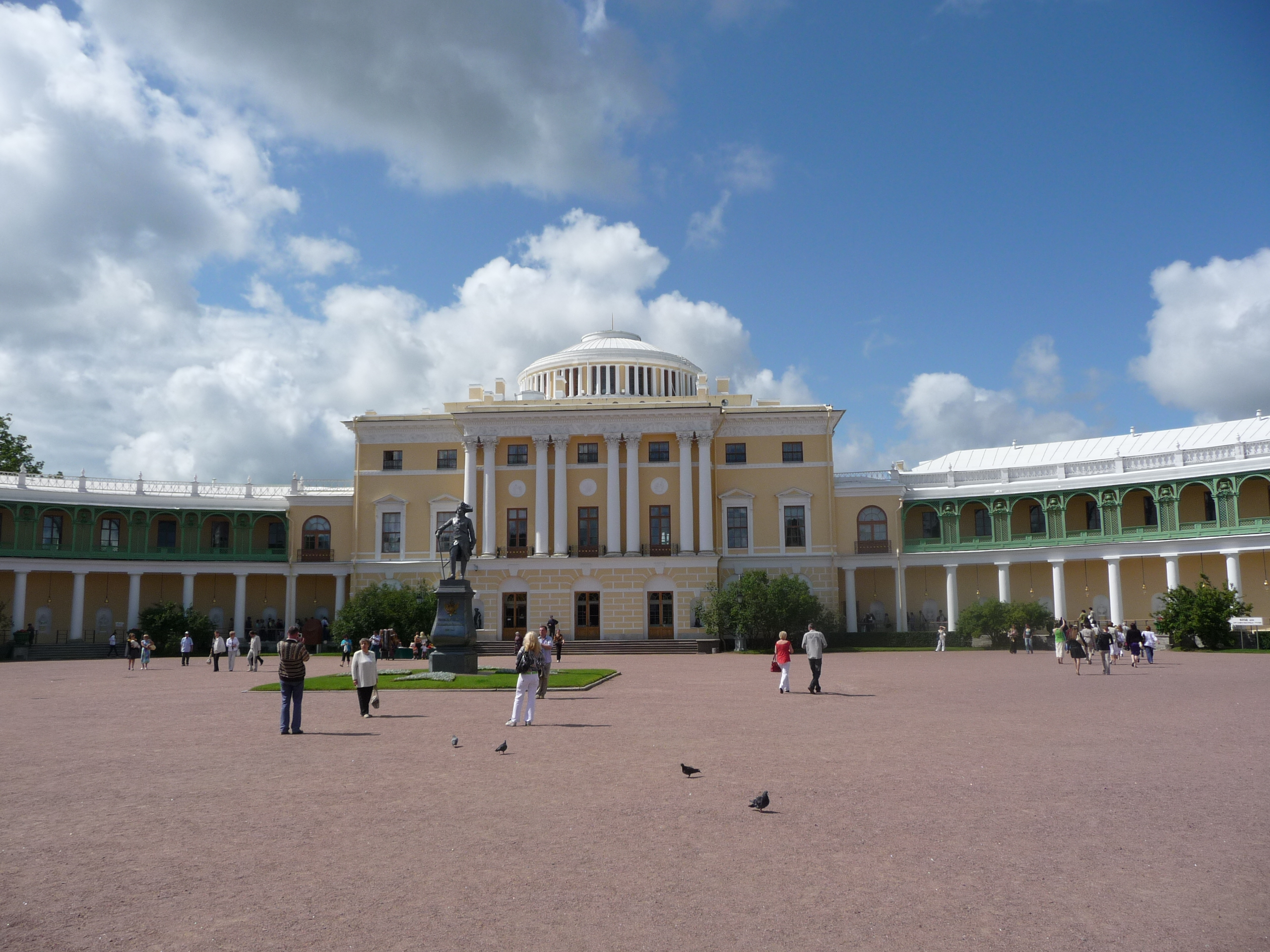
Павловськ. Площа перед палацом (дальній план)
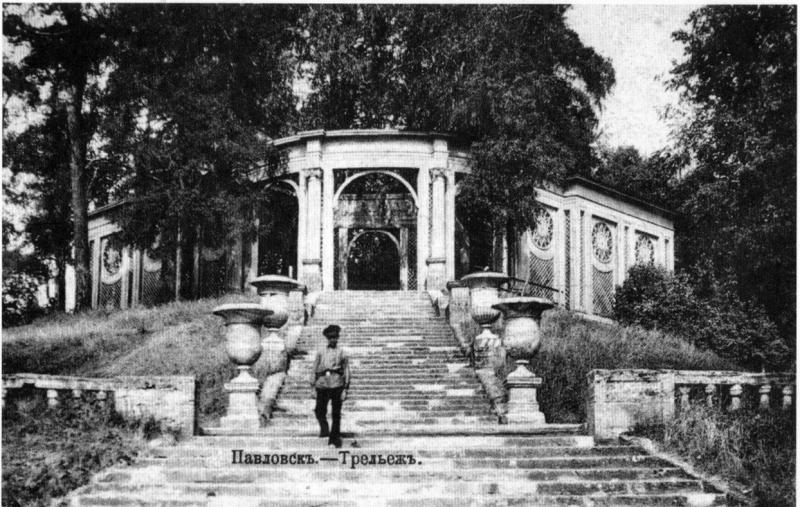
Павловськ. Павільйон «Трельяж», поштівка 1900 року.
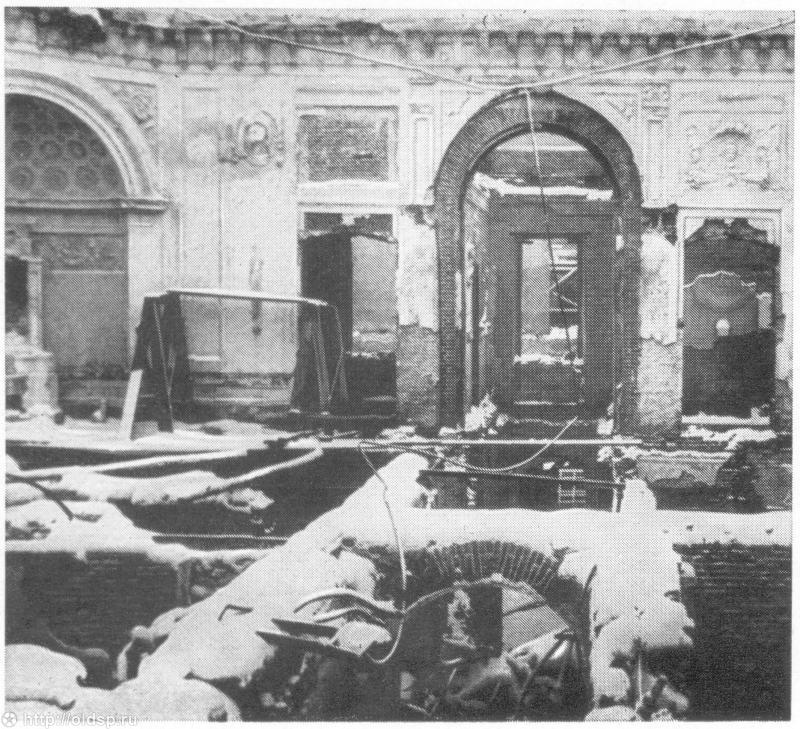
Поруйнований палац в Павловську, фото 1944 року
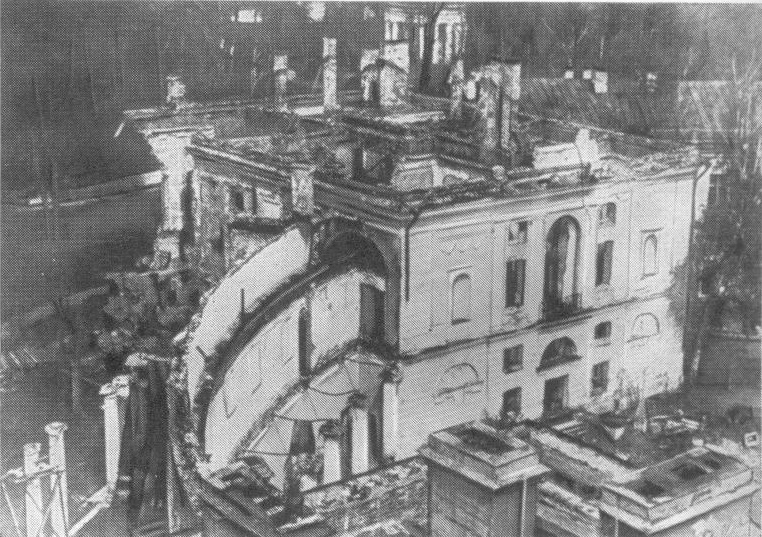
Поруйнована галерея і дворовий флігель, фото 1944 р.

## Друковані книги російською
- «Павловск. Дворец и парк» (1976),
- «Убранство русского жилого интерьера XIX века» (1977),
- «Русское декоративно-прикладное искусство кон. XVIII - XIX вв.» ( 1981 ) За це видання отримав  Ленинську премію ( 1986 ).